# 志田音々
志田 音々（しだ ねね、1998年〈平成10年〉7月15日 - ）は、日本のタレント、グラビアモデル、女優。埼玉県草加市出身。FIRST AGENT（旧社名：生島企画室）所属。

## 略歴
2013年、ミス・ティーン・ジャパン2014で準グランプリを受賞。
2018年には『週刊朝日』（朝日新聞出版）女子大生表紙モデルを白木愛奈・岩崎果歩らとともに務めた。
2019年4月から約1年間静岡第一テレビで『ZIP! 静岡Weather』のお天気キャスターを担当。また同年秋には水着グラビアデビューも果たした。同年12月16日、集英社「グラジャパ!アワード2019」最優秀新人賞を受賞。
2020年12月よりYouTubeチャンネル『ねねまるちゃんねる』を開設。2023年6月現在、登録者数は3万人を突破した。
2022年3月23日に成城大学を卒業した。
同年9月、テレビ朝日系列で放送の特撮テレビドラマ『仮面ライダーギーツ』に桜井沙羅役で出演。
同年12月5日、集英社のデジタルコンテンツを対象にした「グラジャパ!アワード2022」で最優秀作品賞を受賞。
2023年6月より防衛省広報アドバイザー。

## 人物
- 元々はアナウンサー志望で慶応大学を出て、フジテレビに入社することが目標であった[15]。
- 趣味はご当地ハローキティ集め、アニメ・お笑いの鑑賞、ダンス。特技はピアノ、バトントワリング[16]。
- スリーサイズはバスト 84cm、ウエスト 57cm、ヒップ 84cm[1]。
- レギュラーアシスタントを務めるラジオ番組『劇団サンバカーニバル』（エフエム富士）では料理のスキルをあげようと奮闘している[17]。
- プロゴルファーの渋野日向子に顔が似ているとされ、本人も渋野に似ていると言われることを「嬉しい」と語っている[18]。
- 実妹は女優の志田こはく[19]。姉とは6学年離れているが、音々のほうが妹っぽく、こはくのほうがしっかり者と答えている[20]。ファースト写真集『nene〜まるっとぜんぶ〜』のタイトルは、妹のこはくに考えてもらった[21]。
- 「日本一ビキニのかわいいタレント」がキャッチフレーズ[22]。
- 2023年4月、教養・情報番組『チャリダー★快汗!サイクルクリニック』（NHK BS）内の新企画「ロングライド女子部」に参加[23][24]。ロードバイク自体初心者[25][26]だったが、実際にロングライド（長距離）のイベントに出場[27][28][29][30]。身体的にも精神的にも追い込まれ、涙しながらも健闘する姿を見せた。
- 2023年6月、東京・碑文谷警察署で自身初となる一日警察署長を務めた[31]。

## 出演

### ドラマ

#### テレビドラマ
- ガールガンレディ 第6話 - 最終話（2021年5月12日 - 6月9日、毎日放送） - 塩見らん 役[32]
- ハレ婚。 第8話（2022年3月6日、朝日放送テレビ） - カラオケ店員 役[33]
- ナンバMG5（2022年4月13日 - 6月22日、フジテレビ） - 大葉來未 役[34]
- 仮面ライダーギーツ（2022年9月4日 - 2023年8月27日、テレビ朝日） - 桜井沙羅 / 仮面ライダーハクビ 役[12]
- キューピッドがいるラブホテル 第3弾（2023年12月29日、テレビ朝日） - 阿由葉茜 役[35]

#### ウェブドラマ
- ギーツエクストラ 仮面ライダータイクーン meets 仮面ライダーシノビ（2023年6月18日配信、東映特撮ファンクラブ） - 桜井沙羅 役[36]

### 映画
- 映画 仮面ライダーギーツ 4人のエースと黒狐（2023年7月28日、東映） - 桜井沙羅 役

### オリジナルビデオ
- 仮面ライダーシリーズ（東映ビデオ）
  - よろずや!?ミッチー親方の一日（2023年12月6日） - サラミ 役[37]
  - 仮面ライダーギーツ ジャマト・アウェイキング（2024年7月24日） - 桜井沙羅 役[38]

### 舞台
- A Day in the Life（2020年1月15日 - 19日、新宿村LIVE）
- 舞台「かげきしょうじょ!!」（2023年10月18日 - 22日、こくみん共済 coop ホール / スペース・ゼロ） - 渡辺さらさ 役[39]
  - 舞台「かげきしょうじょ!!」第2章（2024年12月12日 - 18日、三越劇場）[40]
  - 舞台「かげきしょうじょ!!」第3章 The Final（2025年11月1日 - 5日〈予定〉、三越劇場）[41]
- 舞台「バンク・バン・レッスン」（2024年2月7日 - 11日、シアター・アルファ東京）[42]
- 舞台「フルーツバスケット The Final」（2024年10月18日 - 27日、ヒューリックホール東京） - 草摩依鈴 役[43]
- 朗読劇「放課後に星はみえるか」（2025年2月24日、CBGKシブゲキ!!） - 太刀川陽愛 役[44][45]

### テレビ番組
- ZIP! 静岡Weather（2019年4月 - 2020年3月、静岡第一テレビ）
- めざましテレビ「イマドキ」（2021年4月 - 2024年3月、フジテレビ）[46]
- チャリダー★快汗!サイクルクリニック（2023年4月 - 、NHK BS1） - 準レギュラー[47][48]
- NHK高校講座 地学基礎（2025年3月24日 - 、NHK Eテレ）

### ウェブ番組
- ABEMA BOATRACE CAMPUS クロちゃんとクルーちゃん（2022年4月1日 - 2023年3月31日、ABEMA） - ボートレースガールズ
- ABEMA BOATRACE SPACE『クロちゃんとクルーちゃん2nd』（2023年4月7日 - 2024年3月29日） - ボートレースガールズ

### ラジオ番組
- オレたちゴチャ・まぜっ!〜集まれヤンヤン〜（2020年4月26日 - 2021年4月17日、MBSラジオ） - ヤンヤンガールズ12期生
- よゐこ有野のノーギャラジオ（2023年1月29日、MBSラジオ）[49]
- 志田音々のねねまるラジオ（2023年3月26日、MBSラジオ）※よゐこ有野のノーギャラジオご褒美特典番組[50]
- 劇団サンバカーニバル（2023年4月1日 - 2024年3月、エフエム富士）[51]

### WebCM
- ソフトバンクペット保険 web限定CM スペシャルムービー「ハルとチカラ成長記録」篇（2016年4月 - 2017年3月）

## 作品

### 写真集
- nene－まるっとぜんぶ－（2022年7月15日、講談社、撮影：Takeo Dec.）ISBN 978-4065289105[52]
- ねぇね〜（2023年9月10日、ワニブックス、撮影：矢西誠二）ISBN 978-4847085161[53]
- 音色－vivace－ 台湾旅行編（2025年2月14日、講談社、撮影：菊地泰久）ISBN 978-4065378977[54]
- 音色－cantabile－ 長崎・五島列島編（2025年2月14日、講談社、撮影：曽根将樹）ISBN 978-4065385531[55]

### デジタル写真集
- ピュアは時として胸を刺す。（2019年10月7日、集英社［週プレ PHOTO BOOK］、撮影：唐木貴央）[56]
- 現役女子大生の初ビキニ vol.1･2･3（2019年11月29日、講談社［FRIDAYデジタル写真集］、撮影：Takeo Dec.）[57][58][59]
- 女子大生の最も輝かしい瞬間（2020年8月24日、集英社［週プレ PHOTO BOOK］、撮影：栗山秀作）[60]
- 癒しの純潔ビキニ（2020年9月25日、講談社［FRIDAYデジタル写真集］、撮影：LUCKMAN）[61]
- 週プレ版 地味ハロウィン! by志田音々（2020年10月26日、集英社［週プレ PHOTO BOOK］、撮影：藤木裕之）[62]
- 誰もが恋するピュアSEXY（2021年1月20日、講談社［FRIDAYデジタル写真集］、撮影：西田幸樹）[63]
- 最高のアゲアゲキャンプ！女子大生のGW（2021年4月26日、集英社［週プレ PHOTO BOOK］、撮影：佐藤佑一）[64]
- ヤンマガアザーっす！＜YM2020年50号未公開カット＞（2021年5月1日、講談社［ヤンマガデジタル写真集］、撮影：Takeo Dec.）[65]
- 日本一かわいいビキニの女子大生 ラブリー1000％（2021年5月25日、講談社［FRIDAYデジタル写真集］、撮影：田口まき）[66]
- 全力ピュア少女（2021年6月25日、扶桑社［SPA!デジタル写真集］、撮影：西條彰仁）
- アスリートになりたい（2021年7月19日、集英社［週プレ PHOTO BOOK］、撮影：西條彰仁）[67]
- Endless Summer（2021年9月15日、白夜書房［BUBKAデジタル写真集］、撮影：幸田昌之）[68]
- 愛しのSummer girl（2021年9月30日、講談社［FRIDAYデジタル写真集］、撮影：Takeo Dec.）[69]
- オトナなピュアガール（2021年11月5日、光文社［FLASHデジタル写真集］、撮影：LUCKMAN）[70]
- 世界でいちばんピュアで小悪魔な天使（2021年12月15日、双葉社［EX大衆デジタル写真集］、撮影：関純一）[71]
- 明日、晴れたらどこ行こう？（2022年1月28日、光文社［Platinum FLASHデジタル写真集］、撮影：YOROKOBI）[72]
- ハローねねちゃん。（2022年2月9日、ワン・パブリッシング［BOMBデジタル写真集］、撮影：LUCKMAN）[73]
- 恋人はサンタクロース（2022年3月4日、白夜書房［BRODYデジタル写真集］、撮影：幸田昌之）[74]
- スマイルデイズ（2022年5月6日、東京漫画社［GAGA PHOTOBOOK］、撮影：西嶋伸嘉）[75]
- オトナ色のシンデレラ（2022年5月30日、講談社［FRIDAYデジタル写真集］、撮影：鈴木ゴータ）[76]
- 誘惑（2022年6月20日、集英社［週プレ PHOTO BOOK］、撮影：熊谷貫）[77]
- nene－まるっとぜんぶ－ アナザーバージョン（2022年7月14日、講談社、撮影：Takeo Dec.）[78]
- きっと晴れる（2022年8月15日、双葉社［漫画アクションデジタル写真集］、撮影：大江麻貴）[79]
- 卒業旅行（2022年8月22日、講談社［週刊現代デジタル写真集］、撮影：松田忠雄）[80]
- おねえちゃんの休日（2022年9月9日、ワン・パブリッシング［BOMBデジタル写真集］、撮影：矢西誠二）[81]
- NEXT推しガール！1･2･3･4（2022年9月16日、講談社［ヤンマガデジタル写真集］、撮影：岡本武志）[82][83][84][85]
- NEXT推しガール！1〜4 ＜140枚完全版＞（2022年9月16日、講談社［ヤンマガデジタル写真集］、撮影：岡本武志）[86]
- 日本一かわいいお姉ちゃん〜prologue〜（2022年10月3日、集英社［週プレ PHOTO BOOK］、撮影：中村和孝）[87]
- ヤンマガアザーっす！＜YM2022年36/37号未公開カット＞（2022年10月7日、講談社［ヤンマガデジタル写真集］、撮影：Luka Smith）[88]
- WPB 志田音々デジタル写真集〜特装合本版〜（2022年10月10日、集英社［週プレ PHOTO BOOK］、撮影：唐木貴央、栗山秀作、藤木裕之、佐藤佑一、西條彰仁、熊谷貫）[89]
- 大人びたキミが眩しくて（2022年12月16日、小学館［週刊ポストデジタル写真集］、撮影：西條彰仁）[90]
- 届きそうで、届かない…（2022年12月23日、双葉社［EX大衆デジタル写真集］、撮影：前康輔）[91]
- さよならは、言わない約束だったのに……バカ。（2022年12月23日、主婦の友社［STRiKE! DIGITAL PHOTOBOOK 020］、撮影：佐藤佑一）[92]
- 新しい朝（2023年1月4日、集英社［週プレ PHOTO BOOK］、撮影：蓮井元彦）[93]
- 圧倒的PURE GIRL（2023年1月26日、講談社［FRIDAYデジタル写真集］、撮影：三瓶康友）[94]
- スノーマジック（2023年3月1日、白夜書房［BRODYデジタル写真集］、撮影：幸田昌之）[95]
- ねねまる日和（2023年4月10日、小学館［スピ/サン グラビアフォトブック］、撮影：三宮幹史）[96]
- おねえちゃんは、気まぐれ。（2023年4月20日、ワン・パブリッシング［BOMBデジタル写真集］、撮影：藤本和典）[97]
- 艶やかに咲く。（2023年5月26日、講談社［週刊現代デジタル写真集］、撮影：佐藤裕之）[98]
- Everybody Needs Her（2023年6月5日、ワニブックス［ワニブックスデジタル写真集］、撮影：田畑竜三郎）[99]
- コントラスト（2023年7月24日、集英社［週プレ PHOTO BOOK］、撮影：熊谷貫）[100]
- In Ichigaya（2023年11月21日、扶桑社［MAMORデジタル写真集］）
- ハワイのねねまるホリデー（2023年12月18日、小学館［週刊ポストデジタル写真集］、撮影：藤本和典）[101]
- 理想の彼女はここにいた（2023年12月19日、双葉社［漫画アクションデジタル写真集］、撮影：佐藤佑一）[102]
- 綺麗になったね（2024年1月26日、講談社［週刊現代デジタル写真集］、撮影：曽根将樹）[103]
- ねぇね～ - Another Edition -（2024年1月31日、ワニブックス［ワニブックスデジタル写真集］、撮影：矢西誠二）[104]
- ひみつ（2024年2月29日、講談社［FRIDAYデジタル写真集］、撮影：橋本雅司）[105]
- Best selection（2024年3月1日、ワニブックス［ワニブックスデジタル写真集］、撮影：矢西誠二）[106]
- ひみつの想い出（2024年3月8日、ワン・パブリッシング［BOMBデジタル写真集］、撮影：LUCKMAN）[107]
- ねねとまるまる。（2024年5月9日、集英社［YJ PHOTO BOOK］、撮影：ND CHOW）[108]
- オトナなねねまる Vol.1･2（2024年5月24日、講談社［FRIDAYデジタル写真集］、撮影：西條彰仁）[109][110]
- life is beautiful（2024年6月19日、白夜書房［BRODYデジタル写真集］、撮影：時永大吾）[111]
- 幼い色気（2024年7月1日、集英社［週プレ PHOTO BOOK］、撮影：三瓶康友）[112]
- いつもと違う、ねねちゃん（2024年7月9日、ワン・パブリッシング［BOMBデジタル写真集］、撮影：LUCKMAN）[113]
- 波音のセレナーデ（2024年9月3日、光文社［FLASHデジタル写真集］、撮影：佐藤佑一）[114]
- あなたにあげたいヒーリングボディ（2024年12月5日、集英社［YJ PHOTO BOOK］、撮影：ND CHOW）[115]
- 夢ふわリッチ（2024年12月12日、宝島社［GIRLS graph.デジタル写真集］）

### トレーディングカード
- 志田音々 ファースト・トレーディングカード（2022年1月15日、ヒッツ）[116]

### 曲
- apparently （『あっぱれ!KANAGAWA大行進』テーマ曲、2024年）[117]